# Baryphyma trifrons
Baryphyma trifrons là một loài nhện trong họ Linyphiidae. Chúng được Octavius Pickard-Cambridge miêu tả năm 1863.